# Showtek

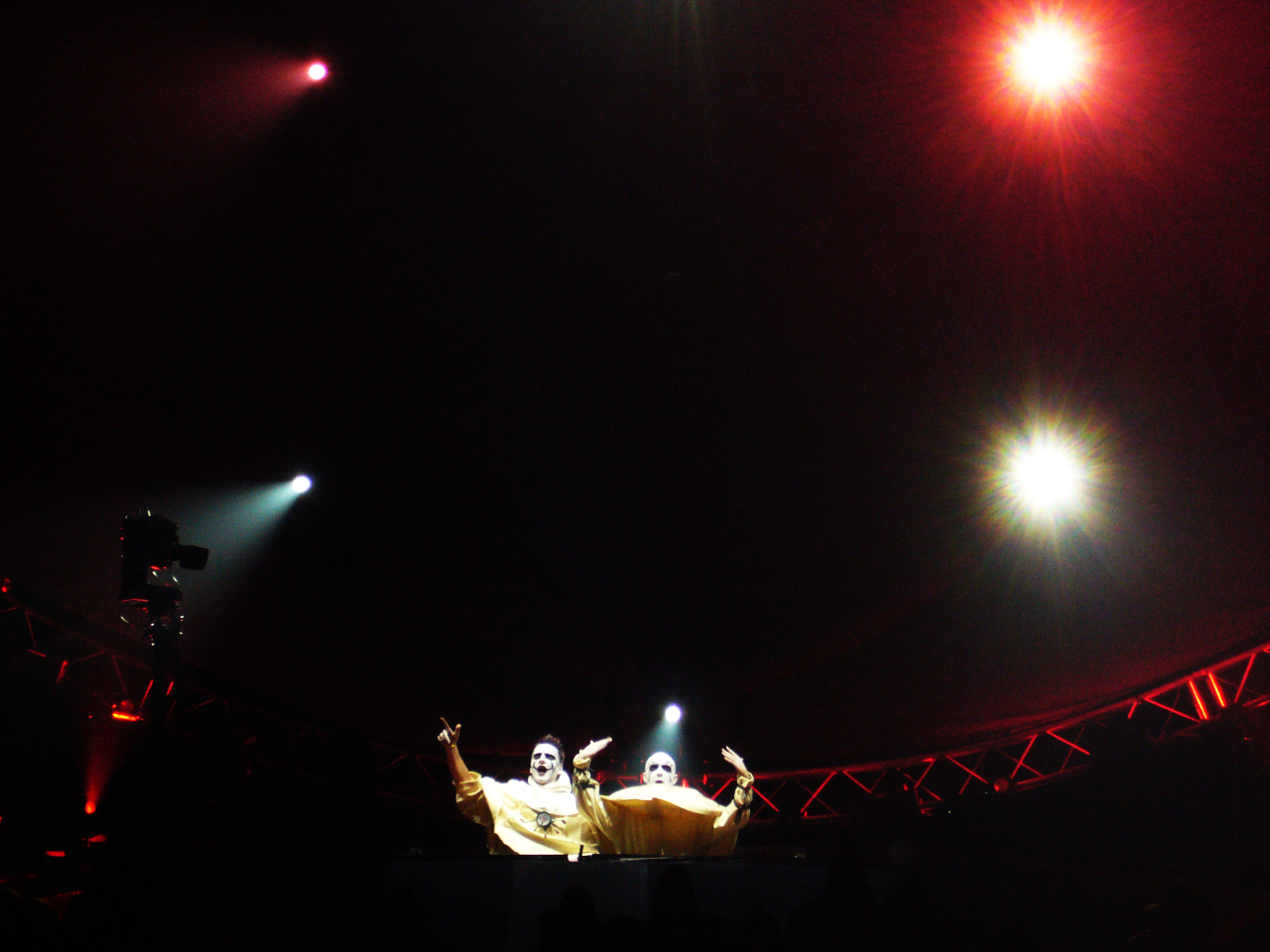
Showtek på Qlimax 2008.

Showtek är en nederländsk musikproducent- och DJ-duo inom elektronisk dansmusik, bestående av bröderna Sjoerd Janssen (född 1984; alias DJ Duro) och Wouter Janssen (född 1982; alias Walt) från Eindhoven. De två började producera techno tillsammans 2001, fick framgångar inom hardstyle, och producerar sedan 2010 house. Gruppen ger ut musik på sitt eget skivmärke Dutch Master Works. De är kända för låtar som Seid ihr bereit (2003), Puta madre (2006), Fuck the System (2007) och The Colours of the Harder Styles, som var den officiella hymnen på Defqon.1 2006.
Showteks första album, Today Is Tomorrow gavs ut 2007. Den består av två cd-skivor: en med Showteks egna låtar och en med låtar av andra artister på Dutch Master Works.
När den tyska DJ:en Blutonium Boy 2009 drog sig tillbaka från hardstylescenen tog Showtek över den serie samlingsalbum med hardstylemusik som tidigare kallades Blutonium Presents Hardstyle. Serien heter sedan volym 18 Blutonium & Dutch Master Works Present Hardstyle. Tidigare samma år bröt Showtek med den stora hardstylebokningsagenturen Platinum Agency och anslöt sig till 2Dutch. De gav ut albumet Analogue Players in a Digital World.
I februari 2010 meddelade gruppen i en intervju med det australienska musikmagasinet 3D World att de ämnar sluta producera hardstyle till förmån för sin egen stil.

## Diskografi

### Album
- Today Is Tomorrow (2007)
- Analogue Players in a Digital World (2009)

### Mixalbum
- We Live for the Music (2008)
- Fuck the System (2010)

### Singlar och EP
- Save the Day / Bassment (2001)
- Controller (2001)
- Seid ihr bereid (2003)
- Save the Day Again (2004)
- Choruz (2004)
- Rockin' Steady (med Deepack; 2005)
- Brain Crackin'  (2005)
- The Colour of the Harder Styles (Defqon.1 Festival Anthem 2006) (2006)
- 3 the Hard Way / Bangin'  (med DJ Gizmo; 2006)
- Puta Madre (2006)
- Born 4 Thiz / Raver (2007)
- Shout Out (med MC DV8; 2007)
- FTS (2007)
- Today Is Tomorrow – Album Sampler 001 (2007)
- Today Is Tomorrow – Album Sampler 002 (2007)
- Apologize (med Lowriders och Zushi; 2008)
- Hold Us Back (med MC DV8; 2008)
- Skitzo / Steady Rockin' (100% Deepack Mix) (med Deepack; 2008)
- (Black Anthem 2008) (2008)
- We Live for the Music / Scratch (2008)
- Freak (2009)
- Electronic Stereo-Phonic / Laa-Di-Fucking-Daa / My 303 (2009)
- World Is Mine / We Speak Music (2009)
- Partylover / Dominate (2009)
- Analogue Players in a Digital World / Rockchild (2010)
- Dutchie (2010)
- Generation Kick & Bass (2010)